# Вертес, Марсель
Эммануэль Марсель Вертес (фр. Emmanuel Marcel Vertès; 10 августа 1895 — 31 октября 1961) — французский художник по костюмам и иллюстратор венгерского происхождения. За свою работу над фильмом 1952 года «Мулен Руж» получил две премии «Оскар» (в номинациях «лучшая работа художника» (за декорации) и «лучший дизайн костюмов»).

## Биография
Марсель Вертес родился в Будапеште в еврейской семье. Учился в Венгерском университете изобразительных искусств. Его учителем был Карой Ференци. Уже в студенческие годы рисунки Вертеса появлялись в известных газетах.
В возрасте 24 лет переезжает в Вену, где начал работу в качестве дизайнера плакатов. Вертес считает это временным занятием и в 1925 году покидает австрийскую столицу и едет в Париж, где поступает в Академию Жюлиана и посвящает себя литографии.
Вертес быстро завоевывает популярность, следуя по стопам таких художников, как Жан-Луи Форен и Анри де Тулуз-Лотрек. Его манера и тематика творчества точно соответствовали духу времени «Диких двадцатых». Его излюбленными темами становятся ночная и уличная жизнь Парижа, женские ню, сцены из цирка и кабаре. Вот как сам Вертес описывает свое первое посещение такого заведения:
Я жил в Париже несколько месяцев, когда меня попросили принять богатого и респектабельного промышленника из Будапешта, который посещал Париж со своей женой. Я должен был служить ему в качестве гида. Едва приехав, он с подмигиванием попросил меня «привести его туда, где нам будет весело».
Вертес не знал нужных адресов, поэтому обратился к таксисту, который отправил его к некой «мадам Бланш» на улице Шато.
Нас усадили в мягкие кресла и пригласили присутствовать на «спектакле». Довольно разочаровывающее зрелище. Мне стало скучно. К счастью, была одна интересная деталь: две миниатюрные девочки в гольфах и с бантиками в волосах. Они аккуратно сложили свои короткие плиссированные юбки и кокетничали друг с другом. Очаровательно. Я пытался нарисовать обеих, но свет был плохим.
На следующий день Вертес один вернулся в бордель и спросил у мадам, можно ли снова увидеть двух «девочек».
"Следуйте за мной, сэр!" сказала она и открыла дверь. Две примерно тридцатилетние дамы ждали клиентов в салоне, одна вязала, вторая читала номер Le Petit Parisien. "Вот мой господин." К счастью, я уже сделал несколько рисунков двух фальшивых несовершеннолетних прошлой ночью! Эти рисунки стали началом серии иллюстраций к пьесе Пьера Мак Орлана «Jeux du Demi-Jour».
Французский писатель и искусствовед Франсис Карко написал об этом:
Эти великолепные литографии, которые Вертес посвящает борделям, очаровывают своей порочной, слегка непристойной атмосферой.
В 1930-х годах Вертес сотрудничает с модными журналами, такими как Vogue, Harper's Bazaar и французским Gazette du Bon Ton. Гравер, акварелист и художник по костюмам, Вертес также много раз работал с модельером Эльзой Скиапарелли, включая рекламные кампании парфюмерии, создание тканей и многое другое.
С началом Второй мировой войны Вертес бежал в США и продолжил свою работу в Нью-Йорке. После окончания войны он вернулся в Париж, в свою привычную творческую среду, но всегда перемещался между континентами. Вертес иллюстрировал книги известных французских писателей и разрабатывал костюмы и декорации для театра и кино в Париже, Лондоне и Нью-Йорке.
В 1940 году Вертес работает над костюмами для фильма «Багдадский вор», а в 1952 году получает две премии «Оскар» («Лучшая работа художника в цветном фильме» (за декорации) и «Лучший дизайн костюмов в цветном фильме») за фильм «Мулен Руж» (режиссер Джон Хьюстон). В 1961 году вошел в жюри Каннского кинофестиваля.
Марсель Вертес умер 3 октября 1961 году в Париже. Похоронен на кладбище Пер-Лашез.
Работы художника находятся в музеях по всему миру. Кавалер ордена Почетного легиона (1932 год).

## Избранная фильмография[6]

### Художник по костюмам
- Веселый монарх , режиссер Алексис Грановский — постановщик, художник по костюмам (1933)
- Приключения короля Позоля, режиссер Алексис Грановски — постановщик, художник по костюмам (1933)
- Микадо, режиссер Виктор Шерцингер — художник по костюмам, декоратор (1939)
- Багдадский вор, режиссер Людвиг Бергер, Майкл Пауэлл и Тим Уилан — художник по костюмам (1940)
- Лидия, режиссер Жюльен Дювивье — художник по костюмам (1941)
- Сегодня вечером и каждую ночь, режиссер Виктор Сэвилл — художник по костюмам (1945)
- Мулен Руж, режиссер Джон Хьюстон — постановщик, декоратор (1952)